# Hypocnemis
Hypocnemis là một chi chim trong họ Thamnophilidae.

## Các loài
- Hypocnemis cantator.
- Hypocnemis flavescens.
- Hypocnemis hypoxantha.
- Hypocnemis ochrogyna.
- Hypocnemis peruviana.
- Hypocnemis rondoni.
- Hypocnemis striata.
- Hypocnemis subflava.